# Benjamin Collins Brodie jr.

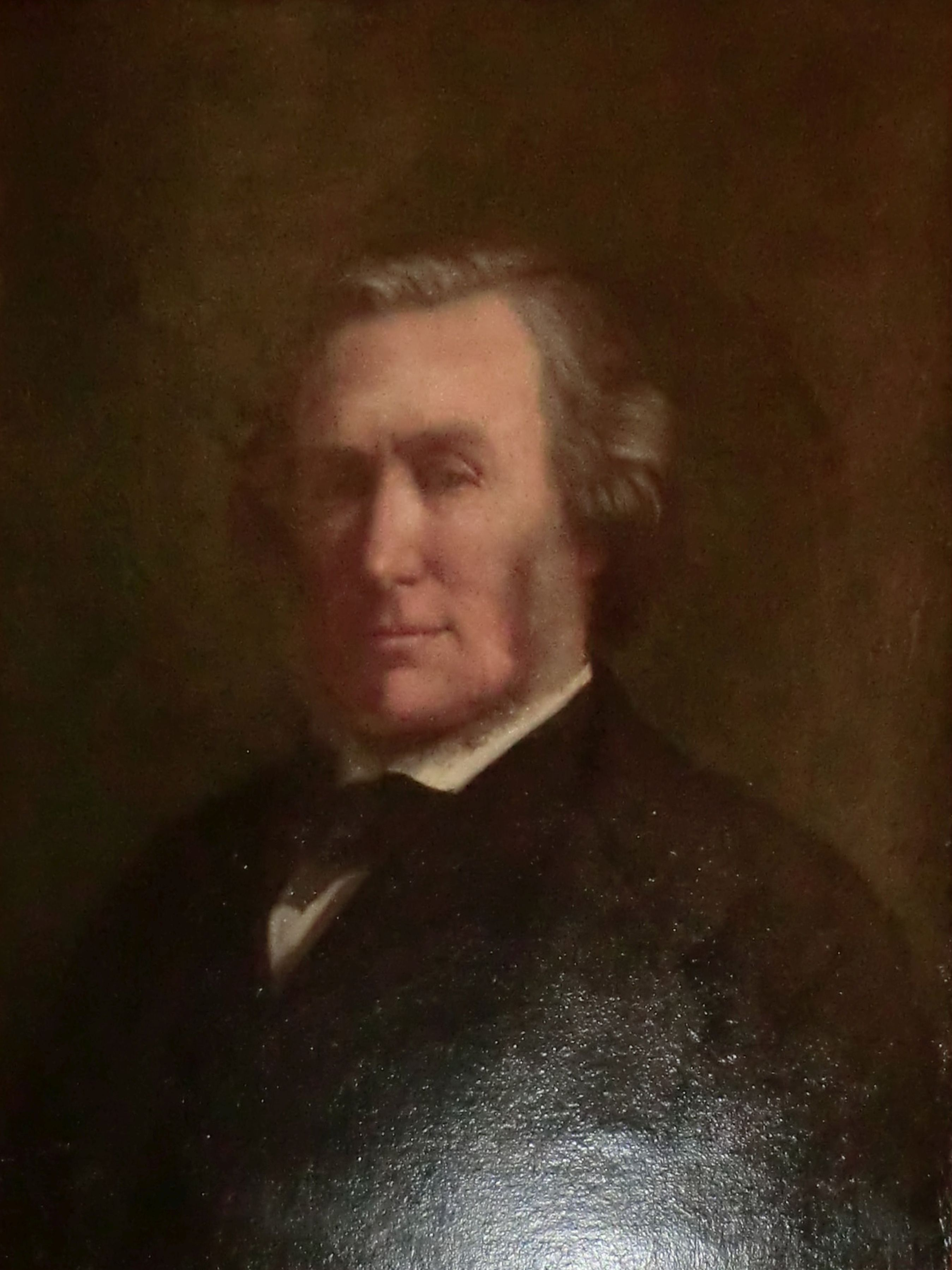
Benjamin Collins Brodie jr.

Sir Benjamin Collins Brodie, 2. Baronet FRS (* 5. Februar 1817 in London; † 24. November 1880 in Torquay) war ein englischer Chemiker.

## Leben und Wirken
Sein Vater war Sir Benjamin Collins Brodie, 1. Baronet. Er studierte am Harrow- und Balliol College in Oxford, graduierte 1838 zum Bachelor und war 1845 bei Justus Liebig in Gießen. 1847 arbeitete er in seinem Londoner Privatlaboratorium. Von 1855 bis 1873 war er Professor für Chemie an der University of Oxford. Er war Mitglied der Royal Society.
Er untersuchte Bienenwachs (bei Justus Liebig), die allotropen Formen des Kohlenstoffs, entdeckte 1863 die Säureperoxide und arbeitete an der Atommassenbestimmung zum Beispiel von Graphit.
Er führte auch eine eigene chemische Notation ein, wobei er sich vom logischen System von George Boole (Investigations of the laws of thought 1854) inspirieren ließ. Er veröffentlichte es ab 1866 bei der Royal Society als Calculus of Chemical Operations. Im Gegensatz zur Standardnotation von Berzelius benutzte er griechische Buchstaben, diese bezeichneten keine Atome, sondern chemische Operationen bezogen auf ein Einheitsvolumen von einem Liter, wobei Wasserstoff der Einheit entsprach (mit griechischem Symbol {\displaystyle \alpha }). Das System spielte eine Rolle in zeitgenössischen Diskussionen der 1860er- und 1870er-Jahre, obwohl es wenige Chemiker ganz durchschauten – was sie hauptsächlich aufgriffen, war die aus seiner Notation abgeleitete Vorhersage, dass Elemente wie Chlor Wasserstoff enthielten. Letztlich scheiterte es an dem Unvermögen, Isomerie und Stereoisomerie zu beschreiben. Seine letzten Jahre verbrachte er in Torquay.
Beim Tod seines Vaters hatte er 1862 dessen Adelstitel eines Baronet, of Boxford in the County of Suffolk, geerbt. Bei seinem Tod 1880 fiel der Titel an seinen Sohn Benjamin Vincent Sellon Brodie (1862–1938).